# (31957) Braunstein
2000 GP133 (asteroide 31957) é um asteroide da cintura principal. Possui uma excentricidade de 0.13176660 e uma inclinação de 5.64970º.
Este asteroide foi descoberto no dia 7 de abril de 2000 por LINEAR em Socorro.